# Hewlett Johnson
Hewlett Johnson (Manchester, 25 gennaio 1874 – Londra, 22 ottobre 1966) è stato un religioso britannico, Dean of Manchester e successivamente Dean of Canterbury, dove si conquistò la denominazione di The Red Dean of Canterbury per il proprio tenace supporto all'Unione Sovietica ed ai paesi ad essa alleati.

## Vita
Nato a Manchester, terzo figlio di Charles Johnson, produttore di cavi, e di sua moglie Rosa, figlia del Reverendo Alfred Hewlett, completò nel 1894 gli studi nella città natale all'Owens College, per proseguire ad Oxford, al Wadham College, ed essere infine ordinato sacerdote nel 1904. Comunista cristiano dichiarato, Johnson visse come osservato dal MI5 già dal 1917, quando a Manchester si pronunciò a favore della Rivoluzione d'ottobre. Le sue opinioni politiche non erano popolari, ma l'impegno e la bravura dimostrati nei compiti pastorali gli permisero di divenire Decano (Dean) di Manchester nel 1924. Successivamente fu nominato Dean of Canterbury nel 1929 da Ramsay MacDonald.
Giunse alla pubblica ribalta quando, durante gli anni Trenta del XX secolo mise in evidenza il contrasto tra lo sviluppo dell'URSS sotto i dettami del primo Piano quinquennale, rispetto alla Grande depressione che investiva anche il Regno Unito. Viaggiò per l'Unione Sovietica durante il 1934 e una seconda volta nel 1937, riportandone da entrambi i viaggi testimonianza della salute e della prosperità del cittadino medio, sostenendo inoltre la capacità del sistema sovietico di garantire le libertà individuali del cittadino.
Raccolse nel 1941 i propri articoli all'interno del libro Soviet Power, contenente una prefazione dell'Arcivescovo, rinnegato dalla Chiesa Cattolica Brasiliana, Carlos Duarte Costa. Le sue osservazioni e le situazioni descritte nell'opera raccolsero diverse critiche da parte di chi sosteneva che l'Unione Sovietica fosse durante gli anni Trenta una società oppressiva. Johnson replicò tuttavia duramente, difendendo i propri positivi resoconti della vita in URSS, sottolineando come egli avesse visitato "cinque Repubbliche Sovietiche e numerose città Sovietiche", camminato per "lunghissime ore in varie occasioni e completamente da solo" e visto "tutte le zone delle varie città e dei villaggi attraversati, ad ogni ora del giorno e della notte"
Durante e in seguito al Patto Molotov-Ribbentrop, Johnson continuò a sostenere la linea russa nonostante il Regno Unito fosse entrato in guerra contro la Germania: in seguito a ciò fu accusato di propaganda disfattista. Ad ogni modo, in seguito all'Operazione Barbarossa (tentativo di invasione dell'Unione Sovietica da parte delle forze naziste) supportò lo sforzo bellico contro le forze dell'Asse. Ciononostante, gli archivi dell'MI5 continuarono a considerare "non desiderabile il fatto che al Decano di Canterbury fosse permesso parlare alle truppe".
Si ritiene inoltre che Hewlett Johnson sia stato il più influente esponente del clero occidentale nei riguardi di Stalin, fino al punto di convincerlo a ripristinare il Patriarcato di Mosca. Pare che tale mossa sia stata accettata principalmente per rappresentare un'azione di disgelo nei confronti degli alleati occidentali.
Dopo la guerra, divenne nel 1948 leader della Great Britain-USSR Friendship Organisation. Fu inoltre insignito all'Ordine della Bandiera rossa per il suo "eccezionale operato come presidente del comitato misto per l'aiuto sovietico". Nel 1950 ricevette invece il Premio Lenin per la pace, all'epoca ancora originariamente intitolato a Stalin.
La sua sfera di influenza iniziò comunque a essere in seguito meno ampia, soprattutto in seguito agli eventi del 1956 e al conseguente allentamento della reciproca simpatia tra Regno Unito ed Unione Sovietica: le attività di Johnson divennero anche in un certo qual modo causa di imbarazzo per il governo britannico, soprattutto per il fatto che molti confondevano la carica di Johnson - Decano di Canterbury - con il più prestigioso titolo di Arcivescovo di Canterbury. Ebbe inoltre delle diatribe con il direttore della The King's School di Canterbury, Fred Shirley. Un anno, ad esempio, Johnson stese un grande striscione blu e bianco sulla facciata del proprio decanato riportante la dicitura "Christians Ban Nuclear Weapons"; in risposta, fu steso su di un edificio del College un altro striscione: "King's Ban Communists".
I detrattori di Johnson definirono i tentativi del Reverendissimo di unire i principi della Cristianità e del Marxismo-leninismo un "eretico insegnamento rivolto a una nuova religione". Johnson respinse queste accuse argomentando che questi critici ben conoscevano la differenza intercorrente tra religione (sfera cristiana) e politica (teorie Marxiste-leniniste): effettivamente le sue posizioni religiose erano coerenti con la Chiesa Anglicana, mentre il proprio supporto per l'Unione Sovietica derivava dalla ferma convinzione che "il capitalismo deficitasse di una base morale" e che "l'impulso morale del comunismo ... costituisse la più grande attrazione e godesse del maggiore fascino".